# Тиберий Катий Цезий Фронтон
Тиберий Катий Цезий Фронтон или Тиберий Каций Цезий Фронтон (на латински: Tiberius Catius Caesius Fronto; † 109 г.) е сенатор на Римската империя през края на 1 век и началото на 2 век.
Произлиза от знатния римски род Катии-Цезии. От 91 до 109 г. Цезий Фронтон е в колегията „арвалски братя“. През 96 г. той е суфектконсул заедо с Марк Калпурний.
След това е управител, легат (legatus Augusti pro praetore Moesiae Inferioris vel Thraciae) на Долна Мизия и Тракия (между 96 и 109 г.). По времето на първите години на управлението на император Траян той е изявен оратор.